# Marco Pisa
Marco Pisa (* 1926) ist ein italienischer Diplomat im Ruhestand.
Er heiratete Virginia Wenworth Pellett sie haben zwei Töchter und einen Sohn.
1950 wurde er an der Universität La Sapienza zum Doktor der Rechte promoviert.

## Werdegang
Er trat 1951 in den auswärtigen Dienst.
Von 1961 bis 1964 war er Gesandtschaftsrat nächst den UN-Hauptquartier in New York City.
Von 1964 bis 1967 leitete er die Abteilung 1 des Außenministeriums.
Von 1967 bis 1972, während der Griechischen Militärdiktatur, war er Gesandtschaftsrat in Athen.
Von 1972 bis 1974 war er Gesandtschaftsrat in Peking
Von 1974 bis 1977 war er in der Abteilung Personal beschäftigt, deren Leitung er 1977 übernahm.
Von 1977 bis 1978 war er Generalinspekteur des Ministeriums für auswärtige Angelegenheiten und internationale Zusammenarbeit (Italien).
Von 1978 bis 1983 war er Ständiger Vertreter der italienischen Regierung beim Europarat.
Von 1983 bis 11. Januar 1989 war er Botschafter in Athen.

## Dekoration
Aufnahme in den Verdienstorden der Italienischen Republik, sowie als Großoffizier in den Ehrenorden der Hellenischen Republik